# یون میونگ-هوا
یون میونگ-هوا (انگلیسی: Jon Myong-hwa؛ زادهٔ ۹ اوت ۱۹۹۳) بازیکن فوتبال اهل کره شمالی است.
وی همچنین در تیم ملی فوتبال زنان کره شمالی بازی کرده است.